# سیارک ۸۰۸۶
سیارک ۸۰۸۶ (به انگلیسی: 8086 Peterthomas، نامگذاری:1989RB6) هشت هزار و هشتاد و ششمین سیارک کشف شده‌است که در ۱ سپتامبر ۱۹۸۹ کشف شد.
قدر مطلق سیارک برابر ۱۱٫۵۰ است.